# Ahmed Ali al-Mwawi
Ahmed Ali al-Mwawi (alternativ: al-Muwawi) (* 1897; † 1979?) war ein ägyptischer Offizier und Kommandeur der ägyptischen Streitkräfte im Palästinakrieg 1948.
Mwawi schloss seine Ausbildung zum Offizier 1916 ab. Er erhielt einen Posten im Rang eines Majors der Trainingsabteilung der Armee. 1945 übernahm er als Brigadier das Kommando über die 4. Infanteriebrigade. 1947 wurde er zum Kommandeur der übergeordneten Infanteriedivision befördert. Mit der Zunahme gewalttätiger Auseinandersetzungen zwischen dem Jischuw und den Palästinensern wurde seine Division nach Al-Arisch verlegt.
Mwawi wurde auf Erlass des ägyptischen Königs Faruq zum Generalmajor befördert und als Befehlshaber des ägyptischen Expeditionskorps im Palästinakrieg eingesetzt. Mwawi war pessimistisch über den Ausgang des Krieges und äußerte gegenüber dem Verteidigungsminister Muhammad Haidar die Besorgnis seine Truppen wären nicht bereit für einen Feldzug gegen das sich formierende Israel. Als sich der Zusammenbruch der ägyptischen Truppen abzeichnete, wurde Mwawi am 11. November 1948 durch General Ahmed Fuad Sadiq ersetzt.
Nach dem Krieg geriet Mwawi im eigenen Land in die Kritik. Der CIA-Analyst und Professor Kenneth Pollack beschrieb ihn jedoch als kompetenten Offizier und stellte insbesondere seine Fähigkeiten beim Einsatz kombinierter Waffen heraus.